# Прогресс (Чуйская область)
Прогресс (кирг. Прогресс) — село в Чуйском районе Чуйской области Кыргызстана. Административный центр Онбир-Джылгинского айылного аймака.

## География
Село расположено в центральной части области, к востоку от реки Шамси, на расстоянии приблизительно 9 километров (по прямой) к юго-востоку от города Токмак, административного центра района. Абсолютная высота — 1178 метров над уровнем моря.

## Население
Согласно оценочным данным Национального статистического комитета Кыргызской Республики, численность населения села на начало 2023 года составляла 2246 человек.
| год     | 2009 | 2014 | 2015 | 2020 | 2021 | 2023 |
| ------- | ---- | ---- | ---- | ---- | ---- | ---- |
| человек | 2303 | 2672 | 2414 | 2306 | 2591 | 2246 |